# Euphorbia orbiculifolia
Euphorbia orbiculifolia är en törelväxtart som beskrevs av Susan Carter. Euphorbia orbiculifolia ingår i släktet törlar, och familjen törelväxter. Inga underarter finns listade i Catalogue of Life.